# Flashdance (musical)
Flashdance es un musical basado en la película homónima de 1983, que combina canciones originales de Robbie Roth y Robert Cary con temas que ya aparecían en la banda sonora de la versión cinematográfica, entre los que se incluyen «What a Feeling», «Maniac», «Gloria», «I Love Rock 'n' Roll» y «Manhunt». Escrita por Tom Hedley y Robert Cary, la obra cuenta la historia de Alex Owens, una joven de Pittsburgh, Pensilvania, que desea obtener una plaza en la prestigiosa Shipley Dance Academy para poder dedicarse profesionalmente al mundo de la danza. Mientras lucha por hacer realidad sus sueños, Alex se gana la vida compaginando su trabajo como soldadora en una planta siderúrgica con el de bailarina en un club nocturno.
El espectáculo se estrenó en 2008 en Plymouth, Reino Unido, y posteriormente también ha podido verse en el West End londinense y en numerosas ciudades a lo largo de todo el mundo.

## Producciones

### Gira en Reino Unido
Flashdance tuvo su première mundial el 19 de julio de 2008 en el Theatre Royal de Plymouth, como parte de una gira que recorrió las principales ciudades británicas. Producido por Christopher Malcolm, David Ian y AEGON, el espectáculo contó con dirección de Kenny Leon, coreografía de Arlene Phillips, diseño de escenografía y vestuario de Paul Farnsworth, diseño de iluminación de Jason Taylor y diseño de sonido de Gareth Owen. El reparto estuvo liderado por Victoria Hamilton-Barritt como Alex Owens, Noel Sullivan como Nick Hurley, Ruthie Stevens como Gloria, Carryl Thomas como Keisha, Djalenga Scott como Jazmin, Bruno Langley como Jimmy, Bernie Nolan como Hannah, Gavin Spokes como Harry y Simon Harvey como Dr Kool.
Después de diez meses en la carretera, el tour bajó el telón por última vez el 9 de mayo de 2009 en el Hull New Theatre de Kingston upon Hull.

### West End
El debut en el West End se produjo el 14 de octubre de 2010 en el Shaftesbury Theatre, con funciones previas desde el 25 de septiembre y una compañía encabezada por Victoria Hamilton-Barritt como Alex Owens, Matt Willis como Nick Hurley, Charlotte Harwood como Gloria, Hannah Levane como Keisha, Twinnie-Lee Moore como Jazmin, Sam Mackay como Jimmy, Sarah Ingram como Hannah, Russell Dixon como Harry y Ricky Rojas como Dr Kool. La dirección corrió a cargo de Nikolai Foster, mientras que Arlene Phillips volvió a ocuparse de las coreografías. El resto del equipo creativo lo completaron Morgan Large en el diseño de escenografía, Sue Blane en el diseño de vestuario, Howard Harrison en el diseño de iluminación, Bobby Aitken en el diseño de sonido y Phil Edwards en la supervisión musical. Christopher Malcolm y David Ian repitieron como productores, acompañados en esta ocasión de The Baruch-Viertel-Routh-Frankel Group y Transamerica.
Aunque en principio el periodo de venta de entradas se abrió hasta el 26 de febrero de 2011, la respuesta del público no fue la esperada y el espectáculo tuvo que echar el cierre anticipadamente, realizando su última función el 15 de enero de 2011.

### España
En España se estrenó el 7 de marzo de 2019 en el Teatre Tívoli de Barcelona, protagonizado por Chanel Terrero como Alex Owens, Samuel Gómez como Nick Hurley, Clara Alvarado como Gloria, Alexandra Masangkay como Kiki, Cecilia López como Tess, David Ávila como Jimmy, Olga Hueso como Hannah, Nacho Vera como Harry, Miguel Ramiro como C.C., Sergio Arce como Joe, Manuel Martínez como Andy y Yolanda García como Miss Wilde. La productora Selladoor Worldwide, responsable también de la gira que recorrió Reino Unido en la temporada 2017/2018, fue la artífice de este montaje que contó con dirección de JC Storm, coreografía de Vicky Gómez, diseño de vestuario de Andrea Panda, diseño de iluminación de Rodrigo Ortega, diseño de sonido de Gastón Briski, dirección musical de Guillermo González y adaptación al castellano de los propios JC Storm y Guillermo González, si bien la mayoría de las canciones que ya aparecían en la película se mantuvieron en su idioma original.
La primera etapa en la Ciudad Condal finalizó el 21 de abril de 2019 y, tras unos meses de descanso, el espectáculo regresó al mismo Teatre Tívoli para ofrecer una segunda tanda de representaciones entre el 12 y el 29 de septiembre de 2019. Una vez concluida la estancia en Barcelona, Flashdance se embarcó en un tour nacional que dio comienzo el 17 de octubre de 2019 en el Teatro Olympia de Valencia y terminó con una parada en el Teatro Nuevo Apolo de Madrid entre el 29 de enero y el 8 de marzo de 2020. En un principio el cierre en la capital estaba previsto para el 12 de abril de 2020, pero tuvo que ser adelantado debido a la pandemia de COVID-19.

### Otras producciones
Flashdance se ha representado en países como Alemania, Austria, Canadá, Corea del Sur, Dinamarca, España, Estados Unidos, Francia, Israel, Italia, Japón, Países Bajos, Reino Unido, República Checa, Serbia, Suecia o Suiza, y ha sido traducido a multitud de idiomas.
En otoño de 2012 el musical debía haber llegado a Broadway, pero tras varios aplazamientos la producción fue cancelada. Finalmente, Flashdance debutó en Estados Unidos con una gira que arrancó el 28 de diciembre de 2012 en el Stanley Performing Arts Center de Utica y estuvo en la carretera durante año y medio, terminando su andadura el 8 de junio de 2014 en el Ed Mirvish Theatre de Toronto, Canadá. De cara al estreno estadounidense, el libreto y las canciones sufrieron importantes cambios respecto a la versión que había podido verse en el West End.

## Personajes
| Personaje   | Descripción |
| Alex Owens  | Una joven de dieciocho años que desea obtener una plaza en la prestigiosa Shipley Dance Academy para poder dedicarse profesionalmente al mundo de la danza. Mientras lucha por hacer realidad sus sueños, Alex se gana la vida compaginando su trabajo como soldadora en una planta siderúrgica con el de bailarina en un club nocturno. |
| Nick Hurley | El hijo del dueño de la fábrica donde trabaja Alex y responsable de su sección. |
| Gloria      | La mejor amiga de Alex, camarera en el club de Harry. Sueña con subirse al escenario y tener su propio número. |
| Kiki y Tess | Bailarinas en el club de Harry. En las primeras versiones del musical eran conocidas como Keisha y Jazmin. |
| Jimmy       | El novio de Gloria, un aspirante a monologuista que trabaja como camarero en el club de Harry. |
| Hannah      | Bailarina jubilada, una especie de mentora para Alex. En las primeras versiones del musical era la madre de Alex. |
| Harry       | Propietario del club donde Alex trabaja como bailarina. También es el tío de Jimmy. |
| C.C.        | Propietario del Chameleon, un local de striptease que hace la competencia al club de Harry. En las primeras versiones del musical era conocido como Dr Kool y tenía un socio llamado C.C. La Drue. |
| Joe         | Capataz en la fábrica donde trabaja Alex. |
| Andy        | Soldador en la fábrica donde trabaja Alex. En las primeras versiones del musical era conocido como Sammy y tenía otro compañero llamado Abe. |
| Louise      | Enfermera encargada de cuidar a Hannah. |
| Miss Wilde  | Directora de la Shipley Dance Academy. |

## Números musicales
| Acto I - «What a Feeling (Intro)» ∞ - «Steeltown Sky» - «It's All in Reach» - «Maniac» ∞ - «Put It On» - «It's All in Reach (Reprise)» - «A Million to One» - «Inside» - «Steeltown Sky (Reprise)» - «Justice» - «Gloria» ∞ - «I Love Rock 'n' Roll» ∞ - «Here and Now» - «My Next Step»/«Maniac» (Reprise) ∞ | Acto II - «Chameleon Girls» - «A Million to One (Reprise)» - «Here and Now (Reprise)» - «My Turn» - «Where I Belong» - «Enough» - «Manhunt» ∞ - «Gloria» ∞ - «Where I Belong (Reprise)» - «Hang On» - «Try» - «What a Feeling» ∞ |

Este listado de canciones corresponde a la versión actual del espectáculo e incluye numerosos cambios respecto a los primeros montajes estrenados en Reino Unido.
En la producción española se omitió el tema «Here and Now (Reprise)», mientras que «A Million to One (Reprise)», «My Turn» y «Enough» fueron movidos al primer acto.
∞ Canción presente en la película original.

## Repartos originales
| Personaje        | Gira en Reino Unido (2008) | West End (2010)           | Gira en EE. UU. (2012) | Gira en EE. UU. (2015) | Gira en Reino Unido (2017) | España (2019)       |
| Alex Owens       | Victoria Hamilton-Barritt  | Victoria Hamilton-Barritt | Emily Padgett          | Julia Macchio          | Joanne Clifton             | Chanel Terrero      |
| Nick Hurley      | Noel Sullivan              | Matt Willis               | Matthew Hydzik         | Ryan Neal Green        | Ben Adams                  | Samuel Gómez        |
| Gloria           | Ruthie Stevens             | Charlotte Harwood         | Kelly D. Felthouse     | Hannah K. MacDonald    | Hollie Ann Lowe            | Clara Alvarado      |
| Keisha / Kiki *  | Carryl Thomas              | Hannah Levane             | DeQuina Moore          | Tanisha Moore          | Sia Dauda                  | Alexandra Masangkay |
| Jazmin / Tess *  | Djalenga Scott             | Twinnie-Lee Moore         | Rachelle Rak           | Dana Hunter            | Demmileigh Foster          | Cecilia López       |
| Jimmy            | Bruno Langley              | Sam Mackay                | David R. Gordon        | Nic Casaula            | Colin Kiyani               | David Ávila         |
| Hannah           | Bernie Nolan               | Sarah Ingram              | Jo Ann Cunningham      | Tracy Bidleman         | Carol Ball                 | Olga Hueso          |
| Harry            | Gavin Spokes               | Russell Dixon             | Matthew Henerson       | David T. Zimmerman     | Rikki Chamberlain          | Nacho Vera          |
| Dr Kool / C.C. * | Simon Harvey               | Ricky Rojas               | Christian Whelan       | Derrian Tolden         | Matt Concannon             | Miguel Ramiro       |
| C.C. La Drue     | Michael Conway             | Robbie White              | —                      | —                      | —                          | —                   |
| Joe              | Gavin Spokes               | Russell Dixon             | Lawrence E. Street     | John Langley           | Alex Christian             | Sergio Arce         |
| Sammy / Andy *   | Simon Harvey               | Andrew Spillett           | Dan Kohler             | Zach Sutton            | Rhodri Watkins             | Manuel Martínez     |
| Abe              | Michael Conway             | Brendan Cull              | —                      | —                      | —                          | —                   |
| Louise           | —                          | —                         | Thursday Farrar        | —                      | Sasha Latoya               | —                   |
| Miss Wilde       |                            |                           | Ariela Morgenstern     | Alexandra Zeto         |                            | Yolanda García      |

* Con motivo del estreno en Estados Unidos, el libreto fue revisado y algunos personajes cambiaron de nombre. Esta versión del espectáculo es la que después se ha utilizado en todas las producciones internacionales.
Reemplazos destacados en la producción española
- Alex Owens: Amanda Digón
- Gloria: Sandra Cervera
- Jimmy: Pablo Raya
- Hanna: Amparo Saizar

## Grabaciones
Hasta la fecha se han editado los álbumes interpretados por los elencos de Francia y Alemania, además de un EP con una selección de canciones que grabó Emily Padgett —Alex Owens en el tour estadounidense— junto a un reparto de estudio. También existe una versión del tema «Here and Now» con las voces de Ben Adams y Joanne Clifton, protagonistas de la segunda gira británica.

## Premios y nominaciones

### Producción original española
| Año  | Premio                    | Categoría                         | Nominado            | Resultado |
| ---- | ------------------------- | --------------------------------- | ------------------- | --------- |
| 2020 | Premio del Teatro Musical | Mejor coreografía                 | Vicky Gómez         | Nominada  |
| 2020 | Premio del Teatro Musical | Mejor diseño de iluminación       | Rodrigo Ortega      | Ganador   |
| 2020 | Premio del Teatro Musical | Mejor diseño de sonido            | Gastón Briski       | Nominado  |
| 2020 | Premio del Teatro Musical | Mejor actriz protagonista         | Amanda Digón        | Nominada  |
| 2020 | Premio del Teatro Musical | Mejor actriz de reparto           | Amparo Saizar       | Nominada  |
| 2020 | Premio del Teatro Musical | Interpretación destacada femenina | Alexandra Masangkay | Nominada  |